# Природні ресурси України
Україна має різноманітні природні ресурси. Охорона і раціональне використання природних ресурсів в Україні регулюються відповідними нормативно-правовими актами природо-ресурсного законодавства:
- земель — Земельним кодексом України від 25 жовтня 2001 року
- надр — Кодексом України про надра від 27 липня 1994 року
- вод — Водним кодексом України від 6 червня 1995 року
- повітряного простору — Повітряним кодексом України від 4 травня 1993 року
- атмосферного повітря — Законом України «Про охорону атмосферного повітря» у редакції від 21 червня 2001 року
- клімату — Законом України «Про гідтрометеорологічну діяльність» від 18 лютого 1999 року
- радіочастотного ресурсу — Законом України «Про радіочастотний ресурс» у редакції від 24 червня 2004 року
- тваринного світу — Законом України «Про тваринний світ» від 13 грудня 2001 року
- рослинного світу — Законом України «Про рослинний світ» від 9 квітня 1999 року
- альтернативних джерел енергії — Законом України «Про альтернативні джерела енергії» від 20 лютого 2003 року.

## Природно-сировинна база України

### Мінеральні ресурси України
Різноманітність і запаси мінеральних ресурсів України оцінюються зарубіжними експертами у 8 балів за 10-бальною шкалою. Відповідно до такого високого показника, Україна належить до головних мінерально-сировинних держав світу, і за запасами основних видів корисних копалин з розрахунку на душу населення посідає одне з перших місць у Європі. В її надрах виявлено понад 200 видів корисних копалин, для видобутку яких відкрито близько 20000 родовищ. За даними НАН України, потреби нашої країни у природних ресурсах були забезпечені так, %:
| Забезпеченість України в природних ресурсах | Забезпеченість України в природних ресурсах | Забезпеченість України в природних ресурсах | Забезпеченість України в природних ресурсах |
| ------------------------------------------- | ------------------------------------------- | ------------------------------------------- | ------------------------------------------- |
| Графіт                                      | 700                                         | Гіпс                                        | 106                                         |
| Каолін первинний                            | 400                                         | Вогнетривка глина                           | 105                                         |
| Ртуть                                       | 250                                         | Цементна сировина                           | 100                                         |
| Бром                                        | 250                                         | Вугілля                                     | 95                                          |
| Сірка самородна                             | 200                                         | Газ природний                               | 22                                          |
| Манган                                      | 175                                         | Солі калійні                                | 12                                          |
| Скляна сировина                             | 167                                         | Нафта                                       | 8                                           |
| Сіль кухонна                                | 150                                         | Магнезити                                   | 0                                           |
| Залізні руди                                | 140                                         | Боксити                                     | 0                                           |
| Титанові руди                               | 140                                         | Апатити                                     | 0                                           |
| Камінь будівельний                          | 116                                         | Плавиковий шпат                             | 0                                           |

За запасами нафти та газу Україна посідає четверте місце в Європі після Норвегії, Великої Британії та Нідерландів. На її території розташовані три нафтогазових регіони: Західний (Львівська, Івано-Франківська, Чернівецька, Закарпатська обл.), Східний (Полтавська, Сумська, Харківська та Чернігівська області) та Південний (Причорноморсько-Кримський). Таким чином, промислові і прогнозовані запаси нафти в Україні залягають у Дніпровсько-Донецькій нафтогазоносній області, Карпатській та Причорноморській нафтогазоносних провінціях. На державному балансі нараховується 289 родовищ вуглеводнів. Експлуатується понад 4300 нафтових та газових свердловин. Потреби України за рахунок власного видобутку забезпечуються нафтою на 10-12%, а газом на 20-22%.

### Земельний фонд України
Див. докладно: Земельний фонд України, Земельні ресурси.
| Види земельних ресурсів                           | млн. га | % до загальної площі |
| Орні землі                                        | 34.4    | 57                   |
| Сади, виноградники та інші багаторічні насадежння | 1.1     | 1.9                  |
| Сіножаті, пасовища й перелоги                     | 7       | 11.7                 |
| Разом сільськогосподарських угідь                 | 42.4    | 70.5                 |
| Ліси, захисні лісонасадження і чагарники          | 10.2    | 16.6                 |
| Болота                                            | 0.8     | 1.3                  |
| Водойми                                           | 2.4     | 3.9                  |
| Піски і яри                                       | 0.5     | 0.8                  |
| Шляхи                                             | 1       | 1.6                  |
| Інші землі                                        | 3.3     | 5.3                  |
| Усього                                            | 60.4    | 100                  |

Розподіл земельного фонду України
| Розподіл земельного фонду України | Розподіл земельного фонду України | Розподіл земельного фонду України | Розподіл земельного фонду України |
| Категорія                         | %                                 | Площа, тис. га від загалу         | Припадає на одну особу, га        |
| --------------------------------- | --------------------------------- | --------------------------------- | --------------------------------- |
| Орні землі                        | 55,3                              | 33384                             | 0,642                             |
| Лісові площі                      | 15,4                              | 9297                              | 0,179                             |
| Пасовища і сіножаті               | 12,4                              | 7486                              | 0,144                             |
| Під водою наших штучних «морів»   | 4                                 | 2410                              | 0,0464                            |
| Багаторічні насадження            | 1,8                               | 1080                              | 0,0209                            |
| Деревно-чагарники (насадження)    | 1,5                               | 905,5                             | 0,0174                            |
| Болота                            | 1,5                               | 905                               | 0,0174                            |
| Інші землі                        | 8,6                               | 5191,8                            | 0,0998                            |

### Природно-кліматичні умови України
Див. докладніше: Клімат України.
Клімат України переважно помірно континентальний, лише на півдні Криму має ознаки субтропічного. Для клімату України характерна часта зміна погод, що пов'язано з надходженням циклонів (в середньому за рік їх 45) і антициклонів (36). Разом з тим, в Україні переважають дні з ясною, сонячною погодою — у середньому на рік їх 230–235. Гірські хребти Карпат і Криму захищають відповідно Закарпаття і Чорноморський Південний берег Криму від холодних арктичних повітряних мас, які приходять з півночі.
Середньомісячна температура січня від −8°С на північному сході України та високогір'ї Карпат — до +4°С на Південному березі Криму, липня — від +17°С на Північному Заході та +19°С у високогір'ї Карпат до +23°С на крайньому Півдні. У гірських районах температура протягом року нижча порівняно з навколишніми територіями. Тривалість безморозного періоду коливається від 150–160 днів на півночі до 200–210 днів на півдні та 270 днів на Південному березі Криму.

### Водні ресурсиУкраїни
Водні ресурси - це поверхневі і підземні води, придатні для використання в народному господарстві. Частина водокористувачів (промисловість, сільське і житлово-комунальне господарство) безповоротно забирають воду з річок, озер, водосховищ, водоносних горизонтів. Інші використовують не саму воду, а її енергію, водну поверхню або водоймище загалом (гідроенергетика, водний транспорт, рибництво). Водотоки і водойми мають велике значення для відпочинку, туризму, спорту.
Водні ресурси виступають джерелом промислового і господарсько-питного водопостачання, а тому відіграють вирішальну роль у розвитку всього народного господарства та у життєдіяльності населення.
Рівень забезпеченості України водними ресурсами є недостатнім і визначається формуванням річкового стоку, наявністю підземних і морських вод. Потенційні ресурси річкового стоку оцінюються у 209,8 куб. км, з яких місцевий стік на території України становить в середньому 52,4 куб. км, приток — 157,4 куб. км.
Запаси підземних вод, не пов'язаних з поверхневим стоком, становлять 7 куб. км. Крім того, в господарстві України використовується до 1,0 км³ морської води. В розрахунку на одного жителя України поверхневий місцевий стік становить близько 1045 куб. м. Найвищий рівень водозабезпечення жителів — у західних і північних областях України.
Територіальний розподіл водних ресурсів України є нерівномірним і не відповідає розміщенню водомістких господарських комплексів. Найменша кількість водних ресурсів формується у місцях зосередження потужних споживачів — Донбас, Криворіжжя, Автономна Республіка Крим, південні області України.
Основними споживачами води є промисловість (в першу чергу електроенергетика, металургія, хімічна промисловість), сільське господарство, житлово-комунальне господарство.
Для пом'якшення територіальних відмінностей у забезпеченні поверхневими водами в Україні побудовано 1103 водосховища, (повний об'єм - 55,3 км³). Шість найбільших водосховищ знаходяться на Дніпрі, а також є велике водосховище на р. Дністер.
Створено понад 49400 ставків (повний об'єм - близько 4 км³), 7 крупних каналів і 10 водоводів тощо.
Використання водних ресурсів поділяється на: водоспоживання, тобто забір води з джерела з наступним застосуванням у технологічних процесах (промисловість, сільське господарство зі зрошенням, житлово-комунальне господарство та ін.);
водокористування, здійснюване безпосередньо в межах водного джерела без прямих витрат цього ресурсу (гідроенергетика, водний транспорт, рибне господарство, туризм).
В Україні у пересічний за водністю рік загальні запаси природних вод становлять 94 км3, з яких доступні для використання 56,2 км3. Основна частина водних ресурсів, що постійно відновлюються, припадає на річковий стік — 85,1 км3 (без Дунаю). 60% річкового стоку формується на території України (місцевий стік), 40% — за її межами (транзитний стік).
Головні річки України: Дніпро (загальна довжина 2201 км, у межах України 981 км; середній річний стік 53,5 км3), Дністер (загальна довжина 1362 км, у межах України 705 км; стік 8,7 км3), Південний Буг (довжина 806 км; стік 3,4 км3), Сіверський Донець (загальна довжина 1053 км, у межах України 672 км; стік 5 км3).
Дунай протікає по території України на ділянці 174 км; середній річний стік 123 км3 — переважно транзитний.
Всього на території України понад 70 тис. річок, але тільки 117 з них мають довжину понад 100 км. Влітку річки стають маловодними, чимало з них міліють і навіть пересихають.
Для постачання води у маловодні райони збудовано канали: Північно-Кримський канал довжиною 400,4 км, канал Дніпро-Донбас — 550 км, канал Сіверський Донець-Донбас — 131,6 км та ін. На півдні України створено великі зрошувальні системи (Каховська, Інгулецька та ін.). У районах надлишкового зволоження або уповільненого стоку діють осушувальні системи (Верхньо-прип'ятська, Латорицька та ін.).
Озер у країні понад 20 тисяч, 43 з них мають площу, яка перевищує 10 км2. Великі озера розташовані в плавнях Дунаю і на узбережжі Чорного моря (Ялпуг, Сасик та ін.). Найбільше озеро Полісся — Світязь. Синевир — найбільше озеро Карпат.
Загальна площа боліт становить 12 тис. км2. Розташовані вони переважно в Поліссі. Розрахункові запаси прісних підземних вод дорівнюють 27,4 км3, з яких 8,9 км3 не пов'язані з поверхневим стоком.
В цілому водні ресурси України можна охарактеризувати як недостатні. У маловодні роки дефіцит води відчувається навіть у басейнах великих річок.
Щонайбільше свіжої води (48% загального споживання) споживає промисловість, 40% води йде на потреби сільського господарства, 12% припадає на житлово-комунальне господарство міст та інших населених пунктів.
До заходів ощадливого і раціонального використання водних ресурсів належать: впровадження систем зворотного водопостачання та безстічного водокористування (із циклом повного очищення відпрацьованих вод); розробка і впровадження науково обґрунтованих норм зрошення ; заміна водяного охолодження агрегатів повітряним; зменшення в структурі господарства України частки водоємних виробництв; проведення комплексу заходів щодо охорони поверхневих і підземних вод від забруднення, зокрема стічними водами, збереження якості природних вод тощо.
З метою поліпшення управління водними ресурсами у 2013 р. виконано гідрографічне та водогосподарське районування території України згідно вимог Водної рамкової директиви Європейського Союзу.
Головні річки України зі своїми притоками утворюють річкові системи.
Дніпро утворює основну річкову систему України. Довжина Дніпра — 2201 км (у межах України 981 км), площа басейну 504 тис. км². Найбільші праві притоки — Прип'ять, Тетерів, Рось, Інгулець, ліві — Десна, Сула, Псел, Ворскла, Самара. Від гирла Прип'яті до греблі Каховської ГЕС Дніпро являє собою каскад водосховищ (Київське, Канівське, Кременчуцьке, Кам'янське, Дніпровське, Каховське). Середній річний стік — 53,5 км3.
Дністер із своїми притоками утворює річкову систему на південному заході України. Довжина Дністра — 1362 км (в Україні — 705 км). Площа басейну — 72,1 тис. км2. Основні праві притоки — Стрий, Бистриця, Свіча, Реут, Лімниця, ліві — Золота Липа, Серет, Смотрич, Збруч. У верхів'ї Дністер — гірська річка. На ріці споруджено ГЕС і водосховища (Дністровське, Дубоссарське). Річний стік — 10 км3.
Південний Буг бере початок на Подільській височині. Довжина річки — 806 км, площа басейну — 63,7 тис. км2. Основні ліві притоки — Синюха, Мертвовод, Інгул, праві — Згар, Кодима, Гнилий Яланець. На річці працює 13 невеликих ГЕС. Річний стік — 3,39 км3.
Дунай — одна з найбільших річок Європи. Довжина — 2960 км, у межах України — 174 км. Площа басейну — 817 тис. км2. Середній річний стік — 123 км3. У межах України найбільші притоки — Тиса і Прут (ліві). У гирлі Дунай розділяється на кілька рукавів, один з яких (Кілійський) протікає по території України.
Важливою складовою водних ресурсів є їх гідроенергоресурси — запаси енергії річкових потоків і водоймищ, що лежать вище від рівня моря. Загальні потенційні гідроенергоресурси становлять близько 60% всієї енергії поверхневого стоку.
Розрізняють потенційні, технічно можливі (за даним рівнем розвитку науки і техніки) та економічно доцільні для використання гідроенергоресурси. Потенційні гідроенергоресурси України становлять 44,7 млрд кВт • год.; з них технічно можливі для використання — 21,5 млрд кВт — год.; економічно доцільні для використання становлять 16 млрд кВт — год.
Основні проблеми щодо раціонального використання та охорони водних ресурсів України полягають у: забрудненні водних об'єктів шкідливими викидами та недостатньо очищеними промисловими і господарсько-побутовими стічними водами;
інтенсивному старінні основних фондів водозабезпечуючого і водоохоронного призначення, низькій продуктивності очисних споруд;
недостатній самовідновлюваній та самоочисній здатності водних систем;
незбалансованій за водним фактором системі господарювання, що характеризується високими обсягами залучення водних ресурсів у виробничу сферу та високою водомісткістю продукції.
Перспективи вирішення відзначених проблем водних ресурсів полягають у формуванні ефективних правових, економічних та організаційних передумов раціонального водокористування, запровадженні водозберігаючих форм господарювання, створенні замкнутих циклів водокористування з мінімальним забрудненням вод, забезпеченні відновлювальних функцій водних об'єктів.
У найближчій перспективі необхідно посилити соціальну спрямованість водокористування, забезпечивши права людини на сприятливе водне середовище з урахуванням екологічної місткості водоресурсних джерел.

### Ґрунти України
Див. докладніше: Ґрунти України.
Більша частина території України розташована у західній частині Східноєвропейської рівнини, при цьому рівнини займають 95% території України, а гори — лише 5% (на заході — Карпатські (4%), на півдні — Кримські гори (1%)). Завдяки теплому клімату, гарному рельєфу (близько 60% сільськогосподарських угідь є рівнинними, а ще 35% мають кут нахилу в діапазоні між 1° та 3°) та наявності великих площ чорнозему (третина світових запасів), в Україні надзвичайно сприятливі умови для сільськогосподарського виробництва. Сільськогосподарські угіддя займають приблизно 60% всієї території України. Територія України поділена на три природно-кліматичні зони: Полісся, Лісостеп, Степ.

### Рослинний і тваринний світ України
Див. докладніше: Флора України, Фауна України.
- Флора та мікробіота України нараховує понад 27 тисяч видів (гриби і слизовики — 15 тисяч, водорості — 5 тисяч, лишайники — 1,2 тисячі, мохи — 800 і судинні рослини — 5,1 тисяч, включаючи найважливіші культурні види, а з урахуванням екзотів, які вирощуються у ґрунті ботанічних садів — понад 7,5 тисяч видів. З них 826 видів занесено до Червоної Книги України (третє видання 2009 року). Під природною рослинністю зайнято 19 млн га (близько третини території). Найбільше ендемічних, рідкісних та зникаючих видів у Кримських горах і Карпатах, де зосереджена майже половина всіх ендемічних і близько 30% усіх рідкісних та зникаючих видів (докладніше див. Список ендемічних рослин Криму, Список ендемічних рослин Карпат).

- Тваринний світ України відрізняється розмаїтим видовим складом і нараховує майже 45 тис. видів тварин.